# Pseudemys alabamensis
Pseudemys alabamensis е вид влечуго от семейство Блатни костенурки (Emydidae). Видът е застрашен от изчезване.

## Разпространение
Разпространен е в САЩ (Алабама).